# رومن براوو-یانگ
رومن براوو-یانگ (به انگلیسی: Roman Bravo-Young،  زادهٔ ۲۸ ژانویهٔ ۱۹۹۹) یک کشتی‌گیر آزادکار آمریکایی اهل کشور مکزیک است. وی سابقه حضور در المپیک ۲۰۲۴ پاریس را دارد. 